# بخش کاساناره
شهرستان کاساناره (به اسپانیایی: Casanare Department) یک سکونتگاه مسکونی در کلمبیا است که در کلمبیا واقع شده‌است.

## خصوصیات
شهرستان کاساناره ۴۴٬۶۴۰ کیلومترمربع مساحت و ۳۴۴٬۰۲۷ نفر جمعیت دارد.